# Alexandra Kiick
Alexandra "Allie" Kiick (Fort Lauderdale, 30 juni 1995) is een tennisspeelster uit de Verenigde Staten van Amerika. Zij begon op achtjarige leeftijd met tennis. Haar favoriete ondergrond is gravel. Zij speelt rechtshandig en heeft een tweehandige backhand.
Kiick debuteerde in 2011 op het ITF-toernooi van Pelham (Alabama, VS). Later dat jaar stond zij voor het eerst in een finale, op het ITF-toernooi van Amelia Island (Florida, VS) – hier veroverde zij haar eerste titel, door landgenote Chalena Scholl te verslaan. In totaal won zij zes ITF-titels, de meest recente in 2019 in Barcelona (Spanje).
In 2012 beleefde Kiick haar grandslamdebuut toen zij met een wildcard werd toegelaten tot het vrouwendubbelspeltoernooi van het US Open, samen met landgenote Samantha Crawford – zij strandden in de eerste ronde. Een jaar later kreeg zij nogmaals een wildcard voor het US Open, deze keer samen met landgenote Sachia Vickery – ook nu was de eerste ronde het eindstation.
In 2017 wist zij zich ook in het enkelspel te kwalificeren voor het US Open – zij verloor haar openingspartij van de Australische Darja Gavrilova.

## Posities op deWTA-ranglijst
Positie per einde seizoen:
| jaar | rang enkelspel | rang dubbelspel |
| ---- | -------------- | --------------- |
| 2011 | 673            | 736             |
| 2012 | 394            | 608             |
| 2013 | 255            | 286             |
| 2014 | 153            | 305             |
| 2015 | 259            | 763             |
| 2017 | 421            | 739             |
| 2018 | 161            | 413             |

## Resultaten grandslamtoernooien
| Legenda | Legenda                          |
| ------- | -------------------------------- |
| g.t.    | geen toernooi gehouden           |
| l.c.    | lagere categorie                 |
| –       | niet deelgenomen                 |
| G       | uitgeschakeld in de groepsfase   |
| 1R      | uitgeschakeld in de eerste ronde |
| 2R      | uitgeschakeld in de tweede ronde |
| 3R      | uitgeschakeld in de derde ronde  |
| 4R      | uitgeschakeld in de vierde ronde |
| KF      | uitgeschakeld in de kwartfinale  |
| HF      | uitgeschakeld in de halve finale |
| F       | de finale verloren               |
| W       | het toernooi gewonnen            |
| w-v     | winst/verlies-balans             |

### Enkelspel
| toernooi        | 2017 |
| --------------- | ---- |
| Australian Open | –    |
| Roland Garros   | –    |
| Wimbledon       | –    |
| US Open         | 1R   |

### Vrouwendubbelspel
| toernooi        | 2012 | 2013 |    | 2017 | 2018 |
| --------------- | ---- | ---- | -- | ---- | ---- |
| Australian Open | –    | –    | –  | –    |      |
| Roland Garros   | –    | –    | –  | –    |      |
| Wimbledon       | –    | –    | –  | –    |      |
| US Open         | 1R   | 1R   | 1R | 1R   |      |